# Burgwalkerk
De Burgwalkerk is een neoclassicistische kerk aan de Burgwal 60 in Kampen in de Nederlandse provincie Overijssel.
De kerk behoort tot de weinige grote kerken die door de Afgescheidenen zijn gebouwd. Na de vereniging met de dolerenden in 1892 werd de kerk gebruikt door de daarbij ontstane Gereformeerde Kerken in Nederland, thans behorende tot de PKN.
De kerk werd in 1875 gebouwd in classicistische stijl. Bijzonder is de dakconstructie met een voor die tijd bijzonder grote overkapping zonder steunpilaren in de kerk of steunberen buiten de kerk. Het gebouw heeft 850 zitplaatsen.
Het orgel is in 1877 gebouwd door de Kamper orgelbouwer Zwier van Dijk. Sinds die tijd is het verschillende keren uitgebreid en verbeterd. In 2007 is dit orgel geheel gerenoveerd.

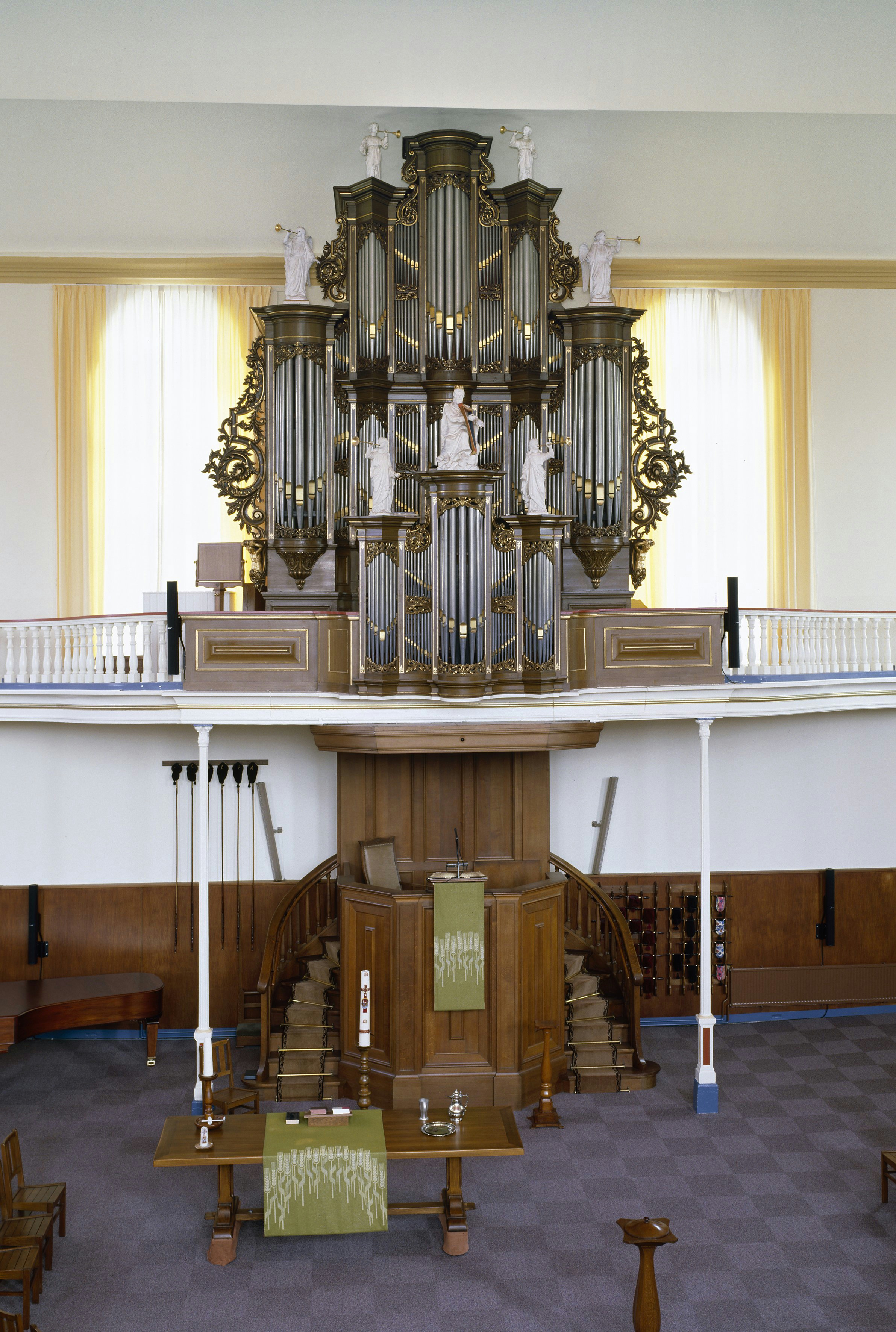
Orgel en preekstoel